# هوخه‌بروخ
هوخه‌بروخ (به هلندی: Hogebrug) یک منطقهٔ مسکونی در هلند است که در بوده‌خرافن-ریوویک واقع شده‌است. هوخه‌بروخ ۱۲۰ نفر جمعیت دارد.